# Nickel(II)-sulfit
Nickel(II)-sulfit ist eine anorganische chemische Verbindung des Nickels aus der Gruppe der Sulfite.

## Gewinnung und Darstellung
Nickel(II)-sulfit kann durch Reaktion von Nickelsalzlösungen wie Nickel(II)-bromid mit Sulfiten (z. B. Natriumsulfit oder Ammoniumsulfit) gewonnen werden.
{\displaystyle \mathrm {NiBr_{2}+(NH_{4})_{2}SO_{3}\longrightarrow NiSO_{3}+2\ NH_{4}Br} }

## Eigenschaften
Nickel(II)-sulfit ist ein grüner Feststoff. Aus wässrigen Lösungen kristallisiert das Hexahydrat aus, welches praktisch unlöslich in Wasser ist. Dieses wandelt sich 40, 55 und 85 °C in das Tri-, 2,5 und Dihydrat um. Das Hexahydrat besitzt eine hexagonale Kristallstruktur mit der Raumgruppe R3 (Raumgruppen-Nr. 146). Einige Quellen geben an, dass vom Hexahydrat zusätzlich auch eine tetragonale Modifikation mit der Raumgruppe P4/nbm (Raumgruppen-Nr. 125) existiert. Das 2,5-Hydrat hat eine Kristallstruktur mit der Raumgruppe P41212 (Raumgruppen-Nr. 92), das Dihydrat eine Kristallstruktur mit der Raumgruppe P21/n (Raumgruppen-Nr. 14, Stellung 2).